# Радио Варна
Радио Варна е българска регионална радиостанция на БНР в Североизточна България – първата, пусната в експлоатация радиостанция. Сградата ѝ се намира в град Варна.

## История и настояще
През 1933 година Димитър Кулев, тогава ученик във Варненската мъжка гимназия, сглобява заедно с учителя си по физика два любителски радиопредавателя, с по-силния от които на 6 януари 1934 г. излъчва на живо изпълнение на хор „Морски звуци“.
На 25 май 1933 г. като секция към Съюз „Родно радио“ се учредява „Радиоклуб Варна“. Първото пробно живо радиопредаване от Варна е осъществено на 6 януари 1934 г. на средни вълни с честота 1276 kHz. На 19 юли 1934 г. Министерството на ЖПТТ разрешава строеж на радиостанция и през септември 1934 г. започват пробните изпитания на Радио Варна. Излъчени са различни по продължителност емисии, които съдържат: Български народни песни – соло, класическа музика – вокал и цигулка, грамофонни плочи с оперна музика и новини.
За рождена дата на радиото се смята 9 декември 1934 година, когато е излъчен концерт от варненската зала „Съединение“, който е първото предаване на средни вълни в Северна и Североизточна България.
Вестник „Черно море“ отпечатва програмата на Радио Варна за неделя, 2 декември 1934 г.:
- 9 ч. – Предаване на църковната служба от Катедралната църква;
- 11 ч. – Концертъ на Катедралния хоръ;
- 11 ч. и 30 м. – Соло чело съ съпроводъ на пиано – изп. А. Коенъ;
- 12 ч. – Соло пение съ съпроводъ на пиано, пее г-ца Линка Сокерова;
- 1 ч. сл. об. – Камерна музика;
- 5 ч. сл. об. – Концертъ на духовата музика на 8-а пех. д-на,
- I. Д. Христовъ – Тутраканска епопея,
- II. Сарасатъ – Николовъ – Андалуски романсъ,
- III. Георгиевъ – Делчо Войвода – народна китка.

На 9 декември 1934 г. в 10:30 ч. с освещаване и тържествен 5-часов концерт в зала „Съединение“ се отбелязва официалното откриване на Радио Варна. Концертът е излъчен в ефир, както на вълните на варненското радио, така и от Родно Радио – „София“. От началото на 1935 г. редовните програми се излъчват обикновено от 11:30 до 13:30 ч. от 19:00 до 22:00 ч.
На 7 януари 1935 г. Варненската телефонна станция отделя една линия за връзка със София, така че варненският предавател да може да излъчва столичното радио, след края на собствените програми.
На 25 януари 1935 г. Цар Борис III подписва указ, с който радиоразпръскването в България става държавна собственост. В следващите месеци е избран нов Управителен съвет на Радио Варна. В началото на 1936 г. е инсталиран нов, по-силен радиопредавател унгарско производство „Стандарт“ с мощност 2 kW. Този предавател, както и вретеновидната антена „Телефункен“, представляваща 78-метрова желязо-решетъчна конструкция с общо тегло 12 тона, са разположени на около 6 км. от центъра на града, на разклона на шосетата Варна-Шумен и Варна-Добрич. С новия предавател Радио Варна се приема добре не само в града, но и в една доста по-обширна територия – в Добричко, Вълчи дол, Шумен, Попово, Свищов, Севлиево, Габрово, Созопол, Горна Оряховица, Ямбол, Тетевен, София и дори във Видин. Вече държавното Радио Варна започва излъчване на 21 май 1936 г. на честота 1195 kHz, като част от първата българска национална радиомрежа.
На 23 май 1936 г. вестник „Черно море“ публикува 5-часовата програма на Радио Варна:
- 11:30 ч. – Народна музика (на живо);
- 11:45 ч. – Народна музика (плочи);
- 12:00 ч. – Симфоничен концерт (плочи);
- 12:25 ч. – Танцова музика (плочи);
- 14:00 ч. – Край на предиобедната програма.

След паузата:
- 19:30 ч. – Народна музика;
- 19:40 ч. – Популярен концерт;
- 20:00 ч. – Сказка;
- 20:10 ч. – Музикално-образователно предаване;
- 21:10 ч. – Лека музика;
- 22:00 ч. – Край на вечерната програмата.

На 12 юни 1936 г. Радио Варна обявява ежеседмично прослушване на всички лица, желаещи да участват в програмата по предаванията, като приоритет имат изпълнители на народни песни. През 30-те и началото на 40-те години Радио Варна става важна част от културния живот на варненци. Появяват се първите музикално-образователни предавания, специализирани предавания за селото, за децата, морско предаване, а на 26 декември 1938 г. е предадена и първата българска радиопиеса – „Крилата помощ“. От 16 септември 1940 г. се излъчват и специализирани предавания, посветени на Добруджа.
От 1 юли 1936 г. Радио Варна предава на 3 езика – български, френски и немски. Новините, постъпващи от БТА, се превеждат и излъчват в рубриката „Новини и съобщения“. Най-образованите личности на Варна четат своите сказки на френски, немски, чешки и полски език. През май 1944 г., поради опасения от бомбардировки, екипът е евакуиран в село Игнатиево. На 8 септември същата година, съветски войски влизат в град Варна и е наложено предавателят да ретранслира програмата на Радио „Москва“.
През 1947 г. започват предавания на турски език, които през 1959 г. преминат към Радио „София“. В периода 1949 – 1956 г. Радио Варна е преименувано на Радио „Сталин“, както и град Варна е преименуван. През 1949 г., заради новопостроеното летище, предавателят и антената са преместени в квартал Рупи, в района на стадион „Юрий Гагарин“. През 1953 г. мощността на предавателя е увеличена на 10 kW, а честотата на излъчване е 1124 kHz.
През 1955 г. започва работа нов радиопредавателен център в местността Боровец. Там са монтирани един предавател, излъчващ на средни вълни – „Тèсла“, с мощност 30 kW и един късовълнов предавател, също „Тесла“ с мощност 18/30 kW. През 1959 г. са добавени още два предавателя, излъчващи на къси вълни, с мощност по 80 kW – за радиовръзки и специални предавания. Впоследствие тяхната мощност е увеличена до 150 kW. През 60-те години е построен новият стадион „Юрий Гагарин“, което налага преместването на 10-киловатовия средновълнов предавател в радиопредавателния център в Боровец.
С изграждането на курортните комплекси „Дружба“ и „Златни пясъци“ започват и специализираните програми за чуждестранните гости по българското черноморско крайбрежие. Те стартират през 1961 г., като през първата година се излъчват от стария двукиловатов предавател Стандарт, настроен да работи на друга честота. Програмата е чисто информационна, с продължителност един час и се изготвя от служители на „Балкантурист“. През 1962 г. програмите вече се изготвят професионално в студиото на Радио Варна и се излъчват от предавател „Тесла“ с мощност 30 kW, в местността Боровец. Чрез същия предавател се излъчва и кратка сутрешна програма на турски език от Радио „София“.
През юни, юли и август 1965 г. в обедните часове се предават прогноза за времето и кратки съобщения на руски и немски език. От 1 юни 1966 г. в Радио Варна езиковите редакции стават 6 – руска, английска, френска, немска, полска и чешка. В следващите години за кратко си излъчват и програми на унгарски и словашки език. Всяка година централната редакция подготвя нови, интересни комуникативни материали, чрез които чуждестранните летовници да се запознават с историята, природните забележителности, бита, социалното дело и културата на България. Програмната схема включва новини от 8:00 до 9:00 ч., с музикален интервал между отделните езици, публицистичен материал за важни туристически обекти от 9:00 до 10:00 ч., „Музикална палитра“ – на всички езици, осведомителен бюлетин на всички езици и поздравителен концерт на един от езиците. Тази програмна схема се допълва с жанра интервю през следващата година, осъществява се от един редактор и шестима преводач-говорители, обхваща периода от май до септември и така продължава до 1971 г. Тогава се въвеждат промени – времетраенето на програмата нараства от 5 на 6 часа, сезонът за излъчване също се удължава и обхваща традиционно ваканционните месеци от началото на май до края на октомври. Информационни бюлетини има на всеки кръгъл час. От 1973 г. се излъчват и телевизионни предавания за летовниците по Черноморието. За целта са инсталирани специални предаватели в по-големите черноморски курорти. През 1975 г. чуждите езици към РТЦ „Варна“ получават статут на Главна редакция. Радио- и телевизионните програми на чужди езици на радиото и телевизията във Варна се излъчват до 1989 г.
В края на 60-те и през 70-те години програмата на български език на Радио Варна се подготвя, с малки различия, от редакция „Информация“ и от редакциите „Икономическа“, „Обществено-политическа“, „Културна“, „Морска“, „Музикална“ и „Рекламна“. Дневно се излъчва 6-часова собствена програма с прекъсвания, като през останалото време се препредава Радио „София“. Подготвят се много предавания с регионално и национално значение, които се излъчват в националния ефир от столицата. Основните програмни отрязъци са от 6:00 до 8:00 ч. – на български език, и от 8:00 до 14:00 ч. следва основната част от програмата на чужди езици. В ранните следобедни часове звучат поздравителни концерти или рекламни предавания. Правят се записи и излъчването на програма на български език се възобновява отново в късните следобедни часове – обикновено от 17:00 ч. до обобщителния за деня бюлетин в 19:00 ч., приеман от Радио „София“. Оттам нататък Радио Варна отново предава на чужди езици, като програмното време следва различна за всеки сезон логика.
На 9 септември 1972 г. от звукозаписното студио на Радио Варна се излъчват първите телевизионни предавания, реализирани в град Варна. На 12 април 1973 г. Районната радиостанция „Варна“ и новооткритото телевизионно студио във Варна се обединяват в Радио-телевизионен център „Варна“. Въпреки затрудненията от всякакво естество – техника, хора и сграден фонд, през следващите три години Радио Варна подготвя и излъчва радио- и телевизионни програми на български и чужди езици. През 1977 г. двете медии се разделят като Районна радиостанция „Варна“ и Телевизионен център „Варна“. През 1984 г. за втори път радиото и телевизията във Варна са събрани като РТЦ, но през 1987 г. Радио Варна и РТВЦ „Варна“ отново са отделни институции.
През 1976 г. предавателят „СВ-10“ е подменен с нов, 40-киловатов „СВ-40“, българско производство, излъчващ на нова честота – 774 kHz. През 1990 г. заработва нов средновълнов предавател – 2 х 75 kW, доставен от руската компания „ГСПИ-РТВР“, работещ на сумиране, който излъчва програмите на Радио Варна – на честота 981 kHz и програма „Хоризонт“ – на 774 kHz. От 1997 г. Програма „Хоризонт“ използва стария предавател с мощност 40 kW, настроен на честота 1143 kHz, а на честота 774 kHz започва излъчване предавателят в Суворово, настроен по-късно на честота 1485 kHz.
От септември 2004 г. Радио Варна отново излъчва на честота 774 kHz с ненасочена кръгова антена и мощност на предавателя от 75 kW.
Започва излъчване на УКВ от началото на 90-те години на 20 век, първоначално на честота 69,41 MHz, освободена от програма „Христо Ботев“, а в следващите години са включени и предавателите в западния УКВ обхват за Варна (103,4 MHz), Бургас (88,5 MHz), Добрич (88,7 MHz), от 2000 г. – за Провадия (88,9 MHz), от 7 май 2005 г. – от Калиакра за Северното Черноморие. През 2009 г. на честотата за Провадия започва излъчване програма „Хоризонт“, а за Радио Варна е отредена нова честота – 105,3 MHz.
През 1996 г. Радио Варна започва собствени предавания на къси вълни с програмата „Здравей, море!“ за българските моряци по целия свят. За излъчването на тази програма е предназначен предавател с мощност 100 kW, използван в миналото за заглушаване на чуждестранните радиостанции. През 1997 г. студиата на Радио Варна са изцяло преоборудвани с нова, модерна техника; програмата става 24-часова, с прекъсвания само за информационните бюлетини на БНР от София.
От 2002 г. радиото излъчва и на живо в интернет.
На 6 април 2010 г. Радио Варна преустановява излъчването на програмата си на средни и къси вълни. Съкращението е част от мерките за оптимизиране на разходите на Българското национално радио. На 31 юли същата година предаванията на средни вълни с честота 774 KHz са възстановени, а на 8 април 2013 г. – окончателно спрени.
От април 2011 г. Радио Варна излъчва в Провадия на честота 105,3 MHz.
От септември 2012 г. предавателят излъчва от ТВРС „Рояк“ с по-висока мощост.
Понастоящем програмата на Радио Варна е 24-часова, с разнообразно по тематика и музикално-информационно съдържание, като всеки понеделник излъчва собствена програма по „Хоризонт“ – от 4:05 до 6:00 ч., в предаването „По първи петли“.
Радиото разполага с голям професионален звукозаписен студиен комплекс, оборудван с най-нови технологии, в който записват песни и изпълнения певци, хорове и състави.

### Предавателна мрежа на ултракъси вълни
| Град (предавателна станция)    | УКВ честота, MHz | мощност, kW |
| ------------------------------ | ---------------- | ----------- |
| Варна (РПС „Варна“)            | 103,4            | 1           |
| Добрич (РРТС „Добрич“)         | 88,7             | 1           |
| Провадия (ТВРС „Рояк“)         | 105,3            | 1           |
| Каварна (РПС „Калиакра“)       | 98,2             | 1           |
| Слънчев бряг (РРТС „Еделвайс“) | 88,5             | 1           |